# Поверх (гірництво)

Поверх (рос. этаж, англ. level, lift, stage, story; нім. Sohle f, Horizont m) — в гірництві — частина пласта в шахтному полі.

## Загальний опис
Межами (рис. 1) поверху за падінням є штреки — відкатний та вентиляційний, а за простяганням — межі шахтного поля. Висота поверху для пологих пластів — 200—500 м, для крутих тонких 110—130 м, потужних крутих — 80 — 100 м.
Відробка поверхів у шахтному полі здійснюється в певній послідовності як за лінією падіння пласта, так і за лінією простягання. За лінією падіння поверхи можуть відпрацьовуватися як зверху вниз, так і знизу вверх, тобто у низхідному або висхідному порядку, а також комбінованим способом (рис. 2).
У більшості випадків застосовується низхідний порядок, що зумовлюється його перевагами, оскільки при цьому забезпечуються сприятливіші умови підтримання нижнього (за звичаєм транспортного) поверхового штреку, оскільки з одного його боку знаходиться непорушений масив вугілля (а при зворотному порядку відробки крила поверху — з обох боків), у той час як верхній (вентиляційний) поверховий штрек примикає до виробленого простору, що погіршує умови його підтримання. Крім того, відповідно до правил технічної експлуатації на шахтах III категорії і надкатегорійних за метаном розробка повер-хів (ярусів) повинна, як правило, виконуватися в низхідному порядку.
За лінією простягання відробка поверху може здійснюватися прямим, зворотним і комбінованим порядком (рис. 3).
Якщо відробка запасів у поверсі ведеться в напрямку від капітального бремсберґа або похила до меж шахтного поля, то це називається прямим порядком відробки поверху (а), а від меж до бремсберґа або похила — зворотним (б). Комбінований поря-док відробки поверху (в) має ознаки як прямого, так і зворотного, тобто частина крила поверху відпрацьовується прямим порядком, інша — зворотним.

## Похила висота поверху
Похила висота поверху (довжина поверху за падінням) — відстань за лінією падіння між верхньою та нижньою межами поверху. Встановлюється в процесі проектування і планування гірничих робіт шляхом техніко-економічних розрахунків.

## Крило поверху
Крило поверху — частина поверху, розташована з одного боку від капітального бремсберґа або похилу шахт, що розробляють пологі або похилі пласти, і з одного боку головного приствольного двору шахт, що розробляють круті пласти.